# Clare Wright
Pour les articles homonymes, voir Wright.
Clare Alice Wright, née le 14 mai 1969 à Ann Arbor (États-Unis), est une historienne, auteur et animatrice australo-américaine. Elle est maîtresse de conférences  en histoire à l'université La Trobe et a remporté le prix Stella (en) 2014.

## Carrière
Wright est titulaire d'une licence en histoire de l'université de Melbourne (1991), d'une maîtrise en histoire publique de l'université Monash (1993) et d'un doctorat en études australiennes de l'université de Melbourne (2002). De 2004 à 2009, elle a été boursière de recherche postdoctorale du Conseil de la recherche australien à université La Trobe. Elle a été membre du conseil d'histoire du Victoria de 2003 à 2004. Wright a travaillé comme rédacteur de discours politique, professeur d'université, consultante en histoire et présentatrice de radio et de télévision.
Elle est l'auteur d'un certain nombre de livres qui ont suscité des éloges à la fois critiques et populaires. Son deuxième livre, The Forgotten Rebels of Eureka, lui a pris dix ans de recherche et d'écriture. Elle a remporté le prix Stella (en) 2014 et le prix de littérature Nib Waverley Library 2014. Elle a été reprise sur la liste restreinte du prix littéraire du premier ministre, du prix littéraire du Queensland, du prix d'histoire du premier ministre de NSW et d'autres encore. En 2015, Wright a publié We Are the Rebels, une édition révisée de The Forgotten Rebels of Eureka pour les lecteurs Young Adult. Ce livre a été sélectionné pour le prix Eve-Pownall du Conseil du livre pour enfants d'Australie pour un ouvrage d'information.
En 2012, Wright a étudié, écrit et présenté le documentaire sur l'histoire de la télévision Utopia Girls: How Women Won the Vote, qui a été diffusé sur ABC TV. Utopia Girls a été sélectionné pour le prix d'histoire du Premier ministre de la NSW pour la meilleure histoire multimédia. Elle a développé, co-écrit et apparaît dans la série docu- fiction en quatre parties The War That Changed Us, diffusée sur ABC TV en août 2014 pour célébrer le centenaire de la Première Guerre mondiale. The War That Changed Us a gagné un prix ATOM du Meilleur documentaire et a été nommé pour le programme Logie du meilleur programme factuel.
Wright est apparue en tant qu'interviewé expert dans de nombreux autres documentaires sur l'histoire de la télévision, notamment Dirty Business: How Mining Made Australia (SBS), The Wreck of Gold (Foxtel) et Bodyline: The Ultimate Challenge (ABC1). Elle est apparue dans les versions australienne et britannique de Who Do You Think You Are?.
En 2016, Wright a remporté le prix littéraire Alice, présenté par la Société australienne des femmes écrivains, pour sa « contribution remarquable et à long terme à la littérature par une femme australienne ».

## Vie privée
Wright est née à Ann Arbor, dans le Michigan, en 1969. Elle a émigré en Australie en 1974 avec sa mère. Elle vit à Melbourne avec son mari, designer de meubles et artisan, et leurs trois enfants.

## Publications
- Clare Wright, Beyond the Ladies Lounge : Australia's Female Publicans, Carlton, Victoria, Melbourne University Press, 2003, 240 p. (ISBN 978-0-522-85071-0)
- Clare Wright, The Forgotten Rebels of Eureka, Melbourne, Text Publishing, 2013, 512 p. (ISBN 978-1-922147-37-0)
- Clare Wright, We Are the Rebels : The Women and Men who Made Eureka, Melbourne, Text Publishing, 2016, 240 p. (ISBN 978-1-922182-78-4)
- Clare Wright, You Daughters of Freedom : The Australians Who Won the Vote and Inspired the World, Melbourne, Text Publishing, 2018, 560 p. (ISBN 978-1-925603-93-4)